# Bündnis für Arbeit, Ausbildung und Wettbewerbsfähigkeit
Das Bündnis für Arbeit, Ausbildung und Wettbewerbsfähigkeit (im Folgenden als Bündnis oder Bündnis für Arbeit bezeichnet) wurde 1998 nach dem Wahlsieg von SPD und Bündnis 90/Die Grünen von der damaligen Bundesregierung unter Gerhard Schröder initiiert. Noch im Wahlprogramm der SPD als „Bündnis für Arbeit, Innovation und Gerechtigkeit“ angekündigt, war das erklärte Ziel, das Bündnis zu einem Hauptinstrument zur Bekämpfung der Arbeitslosigkeit zu machen. Ein Vorläufer des Bündnisses, das "Bündnis für Arbeit und Standortsicherung", war unter der Regierung Kohl vom damaligen IG-Metall Vorsitzenden Klaus Zwickel angestoßen worden. Das Bündnis gilt neben der Konzertierten Aktion (1967–1977) als einziges Beispiel eines tripartistischen korporatistischen Arrangements zwischen Gewerkschaften, Arbeitgeberverbänden und Regierung auf nationaler Ebene in der Geschichte der BRD.

## Entstehung und Struktur
Das Bündnis für Arbeit, Ausbildung und Wettbewerbsfähigkeit traf sich neun Mal zu einem Spitzengespräch im Zeitraum vom 7. Dezember 1998 bis zum 3. März 2003. Ergebnisse des Bündnisses wurden in gemeinsamen Erklärungen festgehalten. Zudem gab es gemeinsame Erklärungen der Bundesvereinigung der Deutschen Arbeitgeberverbände (BDA) und des Deutschen Gewerkschaftsbundes (DGB).
Das Bündnis strukturierte sich in Spitzengespräche, eine Steuerungsgruppe, eine Benchmarking-Gruppe und Arbeitsgruppen zu verschiedenen Themenbereichen. An den Spitzengesprächen nahmen der Bundeskanzler, der Kanzleramtsminister, die zuständigen Fachminister und vier Vorsitzende der Wirtschafts- und Arbeitgeberverbände sowie fünf Gewerkschaftsvorsitzende teil. Die Kanzleramtsminister koordinierten das Bündnis – zunächst Bodo Hombach und nach dessen Rücktritt Frank-Walter Steinmeier.
Der Benchmarking-Gruppe kam die Aufgabe zu, internationale Ländervergleiche vorzunehmen. Diese Methode, so kritisiert Christoph Butterwegge, ignorierte die Interessensgegensätze und unterstellte eine rationale Lösung für das Problem Arbeitslosigkeit, die einfach durch best practices nachgeahmt werden könnte. Die der Benchmarking-Gruppe angehörenden Wissenschaftler Wolfgang Streeck und Rolf G. Heinze, die für das Bundeskanzleramt in die Gruppe berufen wurden, erarbeiteten einen Entwurf zu einem Niedriglohnsektor, den sie noch vor der Diskussion im Spitzengespräch im Spiegel veröffentlichten. Neben Streeck und Heinze gehörten Heide Pfarr (WSI der Hans-Böckler-Stiftung), Gerhard Fels (Institut der deutschen Wirtschaft) und Günther Schmid (WZB) der Gruppe an.

## Ergebnisse (Beschlüsse)
Das Ergebnis des ersten Spitzengesprächs vom 7. Dezember 1998 beinhaltete eine Reihe von Maßnahmen, die hauptsächlich den Forderungen der Arbeitgeberseite entsprachen: flexible Arbeitszeiten, eine Unternehmenssteuerreform, eine dauerhafte Senkung der Lohnnebenkosten, eine strukturelle Reform der Sozialversicherung, die zur Senkung des Faktors Arbeit führt, eine Verbesserung von Innovations- und Wettbewerbsfähigkeit, eine beschäftigungsfördernde Tarifpolitik, der Abbau struktureller Hemmnisse für Gründung und Wachstum von Unternehmen, die Erschließung neuer Beschäftigungsfelder und Ausbildungsmöglichkeiten für gering qualifizierte Arbeitnehmer unter Erprobung und Einsatz neuer Instrumentarien (Aus- und Weiterbildung sowie Anreize zur Arbeitsaufnahme). Neben der Einigung auf die Ziele wurden aber keine konkreten Maßnahmen verabschiedet.
Bei dem zweiten Spitzengespräch am 25. Februar 1999 kam es zu keiner gemeinsamen Erklärung. Es wurde lediglich darauf hingewirkt, das Bündnis für Arbeit stärker mit der Länderebene zu verzahnen.
In einer gemeinsamen Erklärung von DGB und BDA nach dem dritten Spitzengespräch vom 6. Juli 1999 wurde vereinbart, die Arbeitsmarktinstitution des Flächentarifvertrags durch Öffnungsklauseln und Korridore weiter zu differenzieren. «In diesem Sinne treten wir im Rahmen geltender Gesetze und Tarifverträge für betriebliche Bündnisse für Beschäftigungssicherung und -förderung, zur Schaffung von Ausbildungsplätzen und zur Verbesserung der Wettbewerbsfähigkeit ein.» Zudem einigten sich die Teilnehmer auf einen Ausbildungskonsens.
In einer gemeinsamen Erklärung des Bündnisses für Arbeit zum vierten Spitzengespräch am 12. Dezember 1999 hieß es: „Voraussetzungen für die Ausweitung der Beschäftigung sind neue Investitionen, neue Märkte, neue Ideen und neue Selbständigkeit.“ Neben dem Ziel jedem Jugendlichen einen Ausbildungsplatz anzubieten, wurde die Integration von Langzeitarbeitslosen und gering Qualifizierten in den ersten Arbeitsmarkt mittels einer dreijährigen Erprobung des Mainzer Modells und des Saar-Modells vereinbart.
Im fünften Spitzengespräch (9. Januar 2000) wurden vor allem tarifpolitische Fragestellungen diskutiert, die in allgemeinen Statements mündeten und in den Tarifverhandlungen branchenspezifisch ausdifferenziert werden sollten. Die Beteiligten einigten sich auf eine „beschäftigungsorientierte und längerfristige Tarifpolitik“. Der sich an den Produktivitätszuwächsen orientierende Verteilungsspielraum sollte hierbei vor allem für Vereinbarungen genutzt werden, die beschäftigungswirksam sind. Zudem sollte sich das Bündnis mit dem Thema flexible Arbeitszeiten beschäftigen. Das Thema Altersteilzeit und vorzeitiges Ausscheiden aus dem Arbeitsleben wurde aus dem Bündnis herausgenommen und auf die Ebene der Tarifverhandlungen verschoben.
Beim sechsten Bündnisgespräch am 10. Juli 2000 wurden lediglich bestehende Erklärungen wie der Ausbildungskonsens, die tarifpolitische Erklärung von BDA und DGB sowie die Initiativen zur Beschäftigungsförderung Geringqualifizierter bestätigt. Konkrete neue Maßnahmen, die aus dem Bündnis hervorgehen sollten, wurden nicht benannt.
Am 4. März 2001 fand das siebte und letzte Bündnisgespräch statt, das in einer gemeinsamen Erklärung mündete. Diese streifte eine breite Themenpalette wie den Abbau von Überstunden, eine Qualifizierungsoffensive, die Verbesserung von Beschäftigungschancen älterer Arbeitnehmerinnen und Arbeitnehmer, Arbeitsvermittlung, Altersvorsorge und Vermögensbildung.
Im Juli 2001 riefen DGB und BDA nochmals zur Beibehaltung des Bündnisses für Arbeit auf. Die letzten Spitzentreffen am 25. Januar 2002 und am 3. März 2003 blieben ergebnislos. Das Bündnis endete im Frühjahr 2003. Kurz nachdem er das Bündnis für gescheitert erklärt hatte, hielt Gerhard Schröder die Regierungserklärung zur Agenda 2010. Er verwies darauf, dass im Gegensatz zu den Partikularinteressen der Sozialpartner die Bundesregierung das gesamtgesellschaftliche Wohl vertrete.
Beobachter bewerten das Scheitern des Bündnisgespräches im März 2003 als Wegbereiter für die Agenda 2010: «Mit der Wiederaufnahme der Verhandlungen nach der Wahl am 3. März 2003 hat die Bundesregierung den Weg für die Agenda 2010 frei gemacht. Das Scheitern eines erneuten Versuches, sozial- und arbeitsmarktpolitische Reformen tripartistisch auszuhandeln, legitimierte den Ausschluss der Verbände aus dem Reformprozess.»
Mit dem Scheitern des Bündnisses für Arbeit und der Erklärung Schröders, nunmehr unilateral den Kündigungsschutz zu lockern, kündigte er den Konsens zwischen der SPD und den Gewerkschaften, die sich im Bundestagswahlkampf stark für die SPD eingesetzt hatten.

## Positionen: Kritiker und Befürworter des Bündnisses
In der mit Wissenschaftlern besetzten Benchmarking-Gruppe dominierten Meinungen, die wie Wolfgang Streeck und Rolf G. Heinze Walter Riester bzw. Bodo Hombach nahestanden. Alternative Positionen, die denen Lafontaines nahestanden waren nicht vertreten. Streeck machte sich für eine Ausrichtung des Bündnisses an einer aktivierenden Arbeitsmarktpolitik stark. Als Vorbilder galten Dänemark und die Niederlande. In dem Plädoyer Streecks und Heinzes für eine Erneuerung des Modell Deutschlands zeichnet sich bereits eine Argumentationslinie ab, die typisch für die rot-grüne Arbeitsmarktpolitik werden sollte: «Auch die Denkweisen müssen sich ändern… Auch neigen Menschen dazu, sich in Abhängigkeit und Randständigkeit einzurichten, wenn ihnen die Erfahrung vorenthalten wird, dass sie für sich selbst sorgen können. In unseren nordwesteuropäischen Nachbarländern weiß man längst, dass es zu den Solidaritätspflichten der Gemeinschaft gehört, ihre Mitglieder nicht vor Marktzwängen zu schützen, die sie dazu bewegen könnten, sich noch einmal aufzuraffen» In folgenden Äußerungen Streecks, die er ursprünglich anlässlich des 50. Gründungstags des DGB vortrug, antizipiert er die Agenda 2010 «Senkung der Arbeitskosten, Flexibilisierung der Arbeitsmärkte und Verbesserung der Anreize zur Arbeitsaufnahme – dies sind die unabweisbaren Hauptthemen jeder ernsthaften, an tatsächlichen Erfolgen orientierten Bemühung, das Beschäftigungsproblem der Gegenwart zu lösen, und sie definieren die praktisch-politischen Herausforderungen, denen die deutschen Gewerkschaften im gegenwärtigen Bündnis für Arbeit irgendwann gerecht werden müssen, wenn sie weiterhin in der Lage sein wollen, Arbeitsmarkt und Beschäftigung mitzugestalten.»
Einige Sozialwissenschaftler zeigten sich zu Beginn der Bündnisgespräche optimistisch, den Sozialstaat über eine Erneuerung der Konzertierung zu stabilisieren. So gingen Schroeder/Esser davon aus, dass «ein Bündnis für Arbeit die Chance bietet, die notwendige Transformation des deutschen Modells so zu gestalten, daß dessen Stärken – vor allem die Verbindung von sozialer Integrations- und wirtschaftlicher Wettbewerbsfähigkeit – gerade durch die angestrebten Veränderungen beibehalten werden können.» Im Gegensatz zur Analyse Essers, das Modell Deutschland sei ein selektiver Korporatismus, der Teile der Arbeiterklasse in einem Bündnis der Gewerkschaften mit den Arbeitgebern für das Exportmodell Deutschland in der Wirtschaftskrise der 1970er Jahre ausgeschlossen habe, wurde nun die erfolgreiche Verbindung von sozialer Integrations- und wirtschaftlicher Wettbewerbsfähigkeit als die Stärke des Modells Deutschland beschrieben.
Die Meinungen der im Bündnis für Arbeit vertretenen Gewerkschaften änderte sich im Laufe der Bündnisgespräche. Auf Gewerkschaftsseite wurden im Laufe der Bündnisrunden immer mehr kritische Stimmen laut. Hierbei kam es zu Uneinigkeiten zwischen der IG Metall und der IG BCE, die mit ihrem Vorsitzenden Hubertus Schmoldt deutliche Präferenzen gegenüber dem von Gerhard Schröder propagierten Kurs der Neuen Mitte zeigte. Dies zeigte sich unter anderem in seiner Kritik an dem Vorschlag zur Rente mit 60 der IG Metall im Jahr 1999.

## Auswirkungen des Bündnisses für Arbeit
Folgen des Bündnisses für Arbeit, Ausbildung und Wettbewerbsfähigkeit ergaben sich auf zwei Ebenen: Neben konkreten politischen und ökonomischen Folgen ergaben sich Änderungen des politischen Diskurses, die in den Folgejahren wiederum in Gesetzesvorhaben der rot-grünen Bundesregierung mündeten.

### Konkrete politische und ökonomische Folgen des Bündnisses
Die Frage nach der Ableitung konkreter politischer Folgen und Maßnahmen aus einem nationalen Bündnis für Arbeit, das vor allem Absichtserklärungen vorweisen kann, ist diskussionswürdig.
Cornelia Fraune macht eher bescheidene Auswirkungen und ein schwaches Niveau der Konzertierung aus. Nico Fickinger bilanziert, dass von den arbeitsmarktpolitischen und tarifpolitischen Änderungen allein das Job-AQTIV-Gesetz vom Bündnis für Arbeit flankiert wurde. Ob der erreichte Lehrstellenüberschuss 2000/2001 und Lohnmäßigungen in der Tarifrunde 2000/2001 tatsächlich auf das Bündnis für Arbeit zurückzuführen ist, ließe sich schwer nachweisen.

### Folgen für den politischen Diskurs: Das Bündnis als Vorläufer der Agendapolitik
Das Bündnis für Arbeit stand im Zusammenhang mit der Politik der Neuen Mitte der rot-grünen Bundesregierung unter Gerhard Schröder. Schröder selbst inszenierte das Bündnis zunächst als zentrale politische Einrichtung: «Eine solche neue angebotsorientierte Agenda für die Linke ist für mich eines der Kennzeichen dessen, was ich als Politik der Neuen Mitte bezeichne. Das Bündnis für Arbeit ist der Fokus einer solchen Politik.»
Nach 2000 verlor er aber nach und nach das Interesse an der Konzertierung. «Schröder, für den die Kanzlerrunde zunächst nur eine Nebelkerze im Bundestagswahlkampf und später bloß ein Vehikel zur Machtkonzentration in der innerparteilichen Auseinandersetzung mit dem SPD-Vorsitzenden Oskar Lafontaine war, wusste denn auch nach dem Rücktritt seines Widersachers mit dem Bündnis nichts mehr anzufangen»
Die wichtigste Folge, die sich aus dem Bündnis für Arbeit, Ausbildung und Wettbewerbsfähigkeit ergab, war die diskursive Koppelung der Arbeitslosigkeit mit der Wettbewerbsfähigkeit. Hiermit übernahm die rot-grüne Regierung die angebots- und wettbewerbsorientierte Argumentationslinie der Regierung Kohl.

## Historische Einordnung: Korporatismus / Konzertierte Aktion
Im Vergleich zur Konzertierten Aktion unter dem SPD Wirtschaftsminister Karl Schiller (1967–1977) wurde das Bündnis für Arbeit in einer Zeit der gewerkschaftlichen Defensive und des Sozialabbaus eingerichtet. Es trägt im Gegensatz zur Konzertierten Aktion, die zunächst unter dem Einfluss keynesianischer Steuerungsvorstellungen stand, deutliche angebotsorientierte Züge und verfolgte die Strategie einer differenzierten Lohnpolitik.
Die Einbindung der Gewerkschaften in die Leitidee des Wettbewerbskorporatismus (Standortsicherung) hatte sich schon 1995 mit dem Vorstoß Klaus Zwickels deutlich gezeigt, der von der damaligen CDU-Generalsekretärin Angela Merkel folgendermaßen kommentiert wurde: «Lohnzurückhaltung gegen Arbeitsplatzbeschaffung und Arbeitsplatzgarantie – auf diese einfache Formel brachte es IG-Metallchef Klaus Zwickel im Herbst 1995. Auch wenn den meisten schnell klar war, dass es so einfach natürlich nicht gehen kann. Denn es gibt sie eben nicht, die Arbeitsplätze auf Knopfdruck, per Zusage und Garantie und dann auch noch möglichst exakt beziffert: So war es dennoch ein Tabubruch, den Zwickel im Herbst 1995 riskierte. Deshalb lag das eigentlich Bemerkenswerte dieses Vorstoßes nicht in seiner inhaltlichen Substanz, sondern in der Tatsache, dass da einer über seinen Schatten gesprungen war. Es war das Angebot eines Gewerkschaftsführers, gleichzeitig SPD-Mitglied, zum Dialog mit den Arbeitgebern unter der Moderation einer CDU-geführten Bundesregierung. In dieser politischen Konstellation lag der Zauber der Idee Zwickels.»

## Das Bündnis für Arbeit im internationalen Kontext
Im Vorfeld des Eintritts in die Wirtschafts- und Währungsunion wurden in vielen europäischen Ländern Sozialpakte geschlossen, in denen die Regierung mit Arbeitgeberverbänden und Gewerkschaften auf zentraler, aber auch auf dezentraler Ebene Vereinbarungen über eine zurückhaltende Lohnpolitik, die Flexibilisierung der Arbeitsmärkte oder dezentralisierte Tarifverhandlungssysteme geschlossen hat. In allen damaligen EU-Ländern mit Ausnahme von Frankreich und Großbritannien wurden in den 1990er Jahren dreiseitige Sozialpakte abgeschlossen, z. B. über Arbeitsmarktreformen.
Das Bündnis für Arbeit in Deutschland muss auch vor dem Hintergrund des 1997 eingeleiteten Luxemburg Prozesses der Europäischen Union gesehen werden. Dieser sollte zu einer Angleichung der Beschäftigungspolitiken der Mitgliedsstaaten führen und trug deutlich wettbewerbsorientierte Züge.

## Belege
1. ↑  Wolfgang Schroeder / Josef Esser: Modell Deutschland : von der Konzertierten Aktion zum Bündnis für Arbeit, in: Aus Politik und Zeitgeschichte : Beilage zur Wochenzeitung Das Parlament, B 37, 1999, S. 8.
2. ↑  Christoph Butterwegge: Krise und Zukunft des Sozialstaates, Wiesbaden 2006, 3. Aufl., S. 165.
3. ↑  Cornelia Fraune: Neue Soziale Pakte in Deutschland und den Niederlanden, Wiesbaden 2011, S. 184f.
4. ↑  http://www.eu-employment-observatory.net/ersep/imi66_d/0030005.asp@1@2Vorlage:Toter+Link/www.eu-employment-observatory.net+(Seite+nicht+mehr+abrufbar,+festgestellt+im+August+2019.+Suche+in+Webarchiven) Datei:Pictogram+voting+info.svg Info:+Der+Link+wurde+automatisch+als+defekt+markiert.+Bitte+prüfe+den+Link+gemäß+Anleitung+und+entferne+dann+diesen+Hinweis.
5. ↑  Nico Fickinger: Der verschenkte Konsens. Das Bündnis für Arbeit, Ausbildung und Wettbewerbsfähigkeit 1998–2002, Wiesbaden 2005, 309f.
6. ↑  DGB und BDA 1999
7. ↑  Bündnis für Arbeit, Ausbildung und Wettbewerbsfähigkeit: Gemeinsame Erklärung des Bündnisses für Arbeit, Ausbildung und Wettbewerbsfähigkeit zu den Ergebnissen des 4. Spitzengesprächs am 12. Dezember 1999, zitiert nach Nico Fickinger (2005), 318–320.
8. ↑  Bündnis für Arbeit, Ausbildung und Wettbewerbsfähigkeit: Gemeinsame Erklärung des Bündnisses für Arbeit, Ausbildung und Wettbewerbsfähigkeit zu den Ergebnissen des 5. Spitzengesprächs am 9. Januar 2000, zitiert nach: Nico Fickinger 2005, 320f.
9. ↑  Cornelia Fraune: Neue Soziale Pakte in Deutschland und den Niederlanden, Wiesbaden 2011, S. 205.
10. ↑  Cornelia Fraune: Neue Soziale Pakte in Deutschland und den Niederlanden, Wiesbaden 2011, S. 212.
11. ↑  Nico Fickinger: Der verschenkte Konsens. Das Bündnis für Arbeit, Ausbildung und Wettbewerbsfähigkeit 1998–2002, Wiesbaden 2005
12. ↑  Cornelia Fraune, Soziale Pakte in Deutschland und in den Niederlanden, Wiesbaden 2011, S. 217.
13. ↑  Claus Leggewie: Böcke zu Gärtnern? Das Bündnis für Arbeit im Politikprozess, in: Arlt/Nehls (Hrsg.): Bündnis für Arbeit. Konstruktion, Kritik, Karriere, Wiesbaden 1999, S. 24.
14. ↑  Wolfgang Streeck: Die Gewerkschaften im Bündnis für Arbeit 2001,278f.
15. ↑  Wolfgang Streeck / Rolf G. Heinze: Runderneuerung des deutschen Modells. Aufbruch für mehr Jobs, in Arlt/Nehls (Hrsg.): Bündnis für Arbeit, Wiesbaden 1999, S. 159
16. ↑  Wolfgang Streeck: Die Gewerkschaften im Bündnis für Arbeit, in: Jörg Abel und Hans-Joachim Sperling (Hrsg.): Umbrüche und Kontinuitäten: Perspektiven nationaler und internationaler Arbeitsbeziehungen, München und Mering 2001, S. 273.
17. ↑  Wolfgang Schroeder / Josef Esser: 1999, Modell Deutschland : von der Konzertierten Aktion zum Bündnis für Arbeit, in: Aus Politik und Zeitgeschichte : Beilage zur Wochenzeitung Das Parlament, B 37, 1999, S. 3.
18. ↑  Josef Esser (1982): Gewerkschaften in der Krise, Frankfurt am Main
19. ↑  Rente mit 60: Schmoldt kritisiert Haltung der IG Metall. In: Spiegel Online. 27. Dezember 1999, abgerufen am 10. Juni 2018.
20. ↑  Cornelia Fraune: Neue Soziale Pakte in Deutschland und den Niederlanden, Wiesbaden 2011, 174ff.
21. ↑  Nico Fickinger: Der verschenkte Konsens. Das Bündnis für Arbeit, Ausbildung und Wettbewerbsfähigkeit 1998–2002, Wiesbaden 2005, S. 192ff.
22. ↑  Gerhard Schröder: Das Bündnis als Fokus unserer Politik der neuen Mitte, in: Arlt/Nehls (Hrsg.): Bündnis für Arbeit. Konstruktion, Kritik, Karriere, Opladen/Wiesbaden 1999, S. 55.
23. ↑  Nico Fickinger: Der verschenkte Konsens. Das Bündnis für Arbeit, Ausbildung und Wettbewerbsfähigkeit, Wiesbaden 2005, S. 248.
24. ↑  Wolfgang Schroeder / Josef Esser: Modell Deutschland: von der Konzertierten Aktion zum Bündnis für Arbeit, in: Aus Politik und Zeitgeschichte: Beilage zur Wochenzeitung Das Parlament, B 37, 1999, S. 11
25. ↑  Angela Merkel:Bestenfalls Hoffnung, schlimmstenfalls Betrug. Die Idee des Bündnisses hat sich überlebt, in: Arlt / Nehls(Hrsg.): Bündnis für Arbeit: Konstruktion, Kritik, Karriere (Hans-Böckler-Stiftung), Opladen / Wiesbaden 1999, S. 108.
26. ↑  Anke Hassel / Rainer Hoffmann (1999): Nationale Bündnisse und Perspektiven eines europäischen Beschäftigungspakts, in: Arlt/Nehls (Hrsg.): Bündnis für Arbeit. Konstruktion, Kritik, Karriere, Wiesbaden, 213–229., 213f.
27. ↑  Bob Jessop: Changes in Welfare Regimes and the Search for Flexibility and Employability, in: Henk Overbeek (Hrsg.): The Political Economy of European Unemployment: European Integration and the Transnationalization of the Employment Question, London/New York 2003, S. 29–50.